# الميدان (الشغادرة)

تعديل مصدري - تعديل

الميدان هي إحدى قرى عزلة المسواح بمديرية الشغادرة التابعة لمحافظة حجة، بلغ تعداد سكانها 738 نسمة حسب تعداد اليمن لعام 2004.